# Río Florido, Culiacán
Río Florido är en ort i Mexiko.   Den ligger i kommunen Culiacán och delstaten Sinaloa, i den västra delen av landet, 1 000 km nordväst om huvudstaden Mexico City. Río Florido ligger 31 meter över havet och antalet invånare är 176.
Terrängen runt Río Florido är huvudsakligen platt, men åt nordost är den kuperad. Runt Río Florido är det ganska tätbefolkat, med 155 invånare per kvadratkilometer. Närmaste större samhälle är El Rosario, 4,1 km sydväst om Río Florido. Trakten runt Río Florido består till största delen av jordbruksmark.